# Бзянка (Ряшів)
Бзянка (пол. Bzianka) — колишнє село на Закерзонні, а тепер — округ у західній частині міста Ряшів, Підкарпатське воєводство, Польща.

## Історія
Село знаходиться на західному Надсянні, яке внаслідок примусового закриття церков у 1593 р. зазнало латинізації та полонізації. За податковим реєстром 1589 р. в селі було 8 ланів (коло 160 га) оброблюваної землі, 2 загородники і 2 коморники без тяглової худоби.
До 1772 р. село входило до Сяніцької землі Руського воєводства, з 1783 року — до Сяноцького округу Королівства Галичини та Володимирії Австро-Угорщини.
На 1831 р. рештки українського населення села становили 2 особи, які належали до греко-католицької парафії Залісє Каньчузького деканату Перемишльської єпархії. На той час унаслідок насильної асиміляції українці лівобережного Надсяння опинилися в меншості. Востаннє українці фіксуються в селі в шематизмі 1849 р. і в наступному шематизмі (1868 р.) згадка про Бзянку вже відсутня.
Відповідно до «Географічного словника Королівства Польського» в 1880 р. Бзянка знаходилась у Ряшівському повіті Королівства Галичини і Володимирії Австро-Угорщини.
У міжвоєнний час село входило до ґміни Свільча Ряшівського повіту Львівського воєводства Польщі.
01.01.2017 р. село приєднане до міста Ряшів.